# James Bond (personage)
James Bond is een fictieve geheim agent (bekend als geheim agent 007) die werkt voor MI6, de Britse inlichtingendienst.
Het personage is verzonnen door schrijver Ian Fleming, die in de jaren vijftig en zestig een boekenreeks over hem schreef waarop sindsdien een groot aantal films is gebaseerd, de James Bond-franchise.

## Biografie

### Biografie in de romans van Ian Fleming
Geheim agent 007 is op 11 november 1921 geboren, op een niet aangegeven plaats (vandaar de onmogelijkheid om zijn burgerlijke-standsgegevens te raadplegen, misschien Essen in Duitsland). Hij was het kind van een Schot, Andrew Bond uit Glencoe in de Schotse Highlands en van een Zwitserse, Monique Delacroix, afkomstig uit het kanton Vaud. Volgens de heraldicus Griffon van het Britse College of Arms, zou de familie op Norman le Bond uit 1180 teruggaan. Zij corrigeert enigszins de proletarische onbeschaafdheid van de familienaam, die gewoon 'boer' zou betekenen. Vader Andrew Bond vertegenwoordigde het wapenbedrijf Vickers in Duitsland en waarschijnlijker in Zwitserland, landen waar James zeer zeker zijn kennis van het Duits en Frans heeft kunnen opdoen. In 1932 na het overlijden van zijn ouders in een bergongeval boven Chamonix-Mont-Blanc, keert James terug naar Engeland, waar hij in Pett Bottom (Kent) bij de zuster van zijn vader, juffrouw Charmain Bond, wordt ondergebracht. In het avontuur Moonraker wordt vermeld dat Bond op de leeftijd van 45 verplicht zal moeten terugtreden als 00-agent.
In 1933 gaat James Bond naar Eton College waar zijn vader hem bij zijn geboorte had ingeschreven. Hij wordt na twee semesters verwijderd onder het voorwendsel dat hij een kamermeisje heeft verleid. Toegelaten tot Fettes, een kostschool waar zijn vader ook was geweest, valt hij vooral op door een geschiktheid voor alle sporten, in het bijzonder het boksen, als lichtgewicht.
Bond verliest zijn maagdelijkheid bij zijn eerste bezoek aan Parijs op de leeftijd van 16. Hij zou kort aan de Universiteit van Genève hebben gestudeerd. In 1941 liegt Bond over zijn leeftijd om bij de Vrijwilligersreserve van de Britse Koninklijke Marine te komen en zo de oorlog mee te maken, waarin hij de rang van Commander (nl. Kapitein-Luitenant ter Zee) bereikt, alvorens zich bij MI6 aan te sluiten. Zijn baas daar is de oud-admiraal sir Miles Messervy ('M') en zijn favoriete secretaresse Miss Moneypenny.
In Casino Royale wordt Bond verliefd op zijn collega Vesper Lynd en overweegt hij ontslag te nemen om met haar een nieuw leven te beginnen. Zij pleegt echter zelfmoord en bekent in haar afscheidsbrief een dubbelagente van de MVD te zijn, waarna Bond met hernieuwde strijdlust zijn loopbaan als spion voortzet. Vanaf dat moment koestert Bond een persoonlijke wrok jegens SMERSJ, de Russische dienst die Vesper de dood in gejaagd heeft.
In de jaren daarna schrijft Bond meerdere heldendaden op zijn naam. Zo redt hij Londen van een atoomaanval (Moonraker) en voorkomt hij een grote aanslag op de Amerikaanse goudvoorraad (Goldfinger). Zijn succesvolle missies tegen SMERSJ en andere Oostblok-agenten maken hem het doelwit van een uitgekookte valstrik van SMERSJ, die Bond ternauwernood overleeft (From Russia with Love). Uiteindelijk wordt SMERSJ in 1958 opgeheven.
Een nog grotere dreiging komt echter naar voren in vorm van de particuliere organisatie SPECTRE, die twee atoombommen van de NAVO kaapt (Thunderball). Dankzij Bond wordt SPECTRE tegengehouden, waarna de jacht op hun aanvoerder Ernst Stavro Blofeld geopend wordt. Wanneer Bond hem vindt, blijkt zijn vijand een aanslag op de Britse landbouw voor te bereiden. Bond voorkomt de aanslag, maar Blofeld ontsnapt (On Her Majesty's Secret Service).
James Bond trouwt kort daarna, maar zijn bruid, Tracy Draco, dochter van een Corsicaanse gangster, wordt op hun huwelijksdag gedood door zijn aartsvijand Blofeld; de gebeurtenis doet Bond mentaal instorten. Hierop wordt hij bevorderd tot 7777 en op een diplomatieke missie naar Japan gestuurd. Daar komt hij bij toeval opnieuw tegenover Blofeld te staan en wurgt hem (You Only Live Twice). Bond raakt daar gewond en wordt dood gewaand, maar in werkelijkheid is hij zijn geheugen kwijt en bij Kissy Suzuki gebleven. Kissy raakt zwanger, hoewel Bond niet van het bestaan van zijn zoon hoort tot veel later, aangezien Kissy Bond niet over haar zwangerschap inlicht, voordat hij naar Rusland gaat, op zoek naar zijn ware identiteit.
In Rusland wordt Bond gehersenspoeld door de KGB, waarop hij teruggaat naar de MI6 en een aanslag op M pleegt. De aanslag mislukt en Bond wordt genezen, waarna hij zijn dienst bij de MI6 voortzet.
Bond heeft ook veel kleine zaken opgelost, bijvoorbeeld: een moord op een SHAPE-koerier, de executie van echtpaar Havelock, een drugssmokkel, moord op zijn stiefvader Hannes Oberhauser, een sluipschutter beschieten zodat een Britse spion veilig kan terugkeren naar het Westen en een spion (Maria Freudenstein) ontmaskeren op een veilingbeurs in Londen.
Hoewel hij een vergunning heeft om op basis van uitsluitend zijn eigen oordeel te doden, heeft hij er een afkeer van. Niettemin aarzelt hij nooit als het nodig is. Bond gaat voorzichtig om met zijn vergunning om te doden; er zijn avonturen waarin Bond niemand doodt.

### Biografie in de eerste twintig films
De biografie van Bond vóór hij in de geheime dienst kwam is in de films bijna hetzelfde als in de romans. Bovendien lijkt er in de films sprake van een opschuivende tijdlijn. Het is niet bekend wat voor missies hij in de eerste tien jaar uitvoerde. De verhoudingen tussen Bond en M zijn ongeveer hetzelfde als in de romans; daarentegen flirt hij veel meer met Miss Moneypenny en vindt Q hem vaak te nonchalant.
Later wordt duidelijk dat Bond geheim agent is. Hij zit minstens tien jaar bij de MI6, aangezien hij zegt dat hij zijn Beretta .25 zo lang heeft. M heeft bezwaar tegen dit pistool en laat Major Boothroyd (Q) binnenkomen, die het vervangt door een Walther PPK 7,65 mm. De eerste auto van James Bond is een Bentley uit omstreeks 1933, gevolgd door een Aston Martin DB5.
Bond ontmoet in Dr. No voor het eerst CIA-agent Felix Leiter. Op Crab Key vertelt Dr. Julius No dat hij voor SPECTRE werkt. Hier hoort Bond voor het eerst over deze terroristische organisatie. Wanneer Bond Dr. No vermoordt en zijn plan stopt, besluit Ernst Stavro Blofeld (de leider van SPECTRE) Bond te laten vermoorden. Huurmoordenaar Red Grant voert de opdracht uit, maar wordt door Bond gewurgd, net op het moment dat Grant hem met een koordje, verstopt in zijn horloge, tracht te wurgen.
Daarna is Bond meerdere malen betrokken bij de verijdeling van zeer grootse terroristische plannen. In Goldfinger redt Bond de Amerikaanse goudvoorraad; in Thunderball voorkomt hij dat SPECTRE een aanslag met twee gestolen kernbommen plegen kan. In You Only Live Twice dreigt er oorlog uit te breken tussen de Verenigde Staten en de Sovjet-Unie. Bond zet zijn dood in scène om te onderzoeken wie de twee supermachten tegen elkaar opzet. Hierbij komt hij voor het eerst tegenover Blofeld zelf te staan.
Wanneer Bond Blofelds geplande Derde Wereldoorlog tegenhoudt, verliest hij hem uit het oog. M ontheft na twee jaar Bond van de opdracht om Blofeld op te sporen. Bond is hevig verontwaardigd en dicteert Moneypenny een ontslagbrief, maar Moneypenny dient in plaats daarvan een verzoek om verlof in. Bond vindt ondertussen uit waar Blofeld is: zijn aartsvijand wil de wereldwijde landbouw aanvallen om gratie te krijgen, maar Bond verijdelt zijn plannen opnieuw. Bond is intussen smoorverliefd op gravin Tracy di Vicenzo, met wie hij trouwt. Op hun huwelijksdag rijdt Blofeld langs hen en neemt hen onder vuur. Bond overleeft het, maar Tracy sterft; iets waar Bond later nooit meer over wil praten. Op Tracy's grafsteen komt de tekst: we have all the time in the world. Uiteindelijk denkt Bond Blofeld gedood te hebben, maar als Bond later een grote diamantsmokkel onderzoekt, blijkt Blofeld hier opnieuw achter te zitten, om een dodelijke satelliet te creëren waarmee hij de hele wereld bedreigen kan.
Na Diamonds Are Forever, waarin Bond Blofeld ernstig verwond heeft, raakt Blofeld uit zicht. Over SPECTRE is niets meer vernomen. Bond doodt onder anderen dictator Dr. Kananga en huurmoordenaar Francisco Scaramanga, die vijf jaar eerder MI6-agent Bill Fairbanks (002) vermoordde. In The Spy Who Loved Me werkt Bond voor het eerst samen met de KGB, waarbij ze voorkomen dat de door de zee geobsedeerde misantroop Karl Stromberg kernraketten afvuurt op Moskou en New York.
In Moonraker maakt Bond een ruimtereis waarbij hij de gehele mensheid redt van uitroeiing. In de teaser van For Your Eyes Only bezoekt Bond het graf van zijn overleden vrouw di Vicenzo. Wanneer Bond in een helikopter van MI6 stapt, volgt er een weerzien met Blofeld, nadat ze elkaar al tien jaar niet meer hebben gezien. Blofeld elektrocuteert de piloot op afstand en bestuurt de helikopter met een afstandsbediening, om hem te laten neerstorten op een fabrieksterrein. Maar Bond trekt de draden van de radiografische besturing los, rijgt Blofelds rolstoel aan het landingsgestel en neemt hem mee de lucht in. Terwijl Blofeld om genade smeekt, laat Bond hem vallen in een hoge fabrieksschoorsteen, wat het definitieve einde betekent van Blofeld.
Bond voorkomt in Octopussy dat er een atoombom afgaat in West-Duitsland en krijgt in de film A View to a Kill de Leninorde uitgereikt, omdat hij de voor Russische spionnen onmisbare Amerikaanse chipfabrieken in Silicon Valley heeft gered. Daarnaast heeft Bond in de loop van de jaren '80 voorkomen dat een belangrijke decoder in Russische handen viel (For Your Eyes Only), de goede naam van de nieuwe KGB-hoofdman Pushkin gered en een illegale opiumhandel voorkomen (The Living Daylights).
In 1986 krijgt Bond de missie om met Alec Trevelyan (006) de legerbasis van generaal Ourumov te vernietigen. Als Bond in de basis even niet oplet waar 006 is, ziet hij dat 006 onder schot wordt gehouden door generaal Ourumov. Even later schiet Ourumov. Bond zit nog jaren met het idee dat hij zijn collega liet sterven.
In Licence to Kill gaat Felix Leiter trouwen. Op weg naar zijn huwelijk, neemt hij samen met Bond eerst drugsbaron Franz Sánchez gevangen en gaat dan met de bruid Della trouwen. Sánchez ontsnapt, laat Della vermoorden en voert Leiter aan een tijgerhaai, waarbij Leiter een been verliest. Bond besluit wraak te nemen en verlaat MI6; hij infiltreert in Sánchez' organisatie, waarna hij de drugssmokkel saboteert en Sánchez levend verbrandt met de aansteker die Felix en Della hem gegeven hadden.
Negen jaar na de missie met Alec Trevelyan moet Bond opnieuw achter generaal Ourumov aan. Ourumov werkt samen met een lid van de misdaadorganisatie Janus: Xenia Onatopp. Bond dwingt Onatopp om hem naar Janus te brengen. Hij komt op een kerkhof waar hij Alec Trevelyan plotseling in levenden lijve tegenkomt. Trevelyan blijkt de leider van Janus te zijn en wil Londen met een satelliet, die een nucleaire lading bevat, vernietigen, na de banken te hebben beroofd. Bond doodt de handlangers Ourumov en Onatopp en houdt dan Trevelyan tegen. Later doodt hij hem, terwijl Trevelyan zegt: "for England James?" En Bond zegt: "No, for me."
In Tomorrow Never Dies voorkomt hij dat mediamagnaat Elliott Carver een oorlog tussen Volksrepubliek China en het Verenigd Koninkrijk uitlokt. Na de moord op oliemagnaat Robert King, in The World Is Not Enough, wordt het beschermen van diens dochter Elektra een persoonlijke zaak voor Bond. Elektra blijkt echter het brein achter de moord en Bond voorkomt nog net dat terrorist Renard voor haar een kernramp in Istanboel veroorzaakt.
De laatste film Die Another Day speelt zich af in 2002, 40 jaar nadat de eerste film is gemaakt. Hierbij wordt Bond bij een missie in Noord-Korea verraden, wat hem noopt kolonel Moon te liquideren. Na 14 maanden in de gevangenis te hebben gezeten, wordt Bond geruild voor soldaat Zao, die door MI6 gevangen is genomen. Bond gaat direct achter Zao aan en komt terecht bij miljonair Gustav Graves, die de zoon van kolonel Moon blijkt te zijn. Hij overleefde een val in een waterval en heeft DNA-therapie gedaan. Later heeft Bond Zao en Graves uitgeschakeld.
De laatste beelden die van het personage Bond, met deze biografie, te zien zijn, zijn erg verrassend. Bond komt het kantoor van Miss Moneypenny binnen en deelt plotseling zijn liefde met haar. Men zou verwachten dat dit nu dé bondgirl wordt. Even later blijkt Moneypenny dit te dromen.

### Biografie in de films vanafCasino Royale
Vanaf de James Bondfilm Casino Royale heeft James Bond in de officiële filmreeks een aangepast levensverhaal, aangezien in deze film een zogenaamde reboot plaatsvond. De biografie is grotendeels parallel, maar veelal gemoderniseerd. In deze versie is de geboortedatum van Bond 13 april 1968 (13 april was de datum waarop de roman Casino Royale in 1953 werd uitgebracht en 1968 is het geboortejaar van de acteur Daniel Craig) en zijn geboorteplaats was West-Berlijn. In de film Skyfall blijkt dat ook deze versie van Bond is opgegroeid in Schotland. Zijn ouderlijk huis was Skyfall Lodge. Volgens jachtopziener Kincade heeft de jonge James zich na het omkomen van zijn ouders, in Zwitserland, een paar dagen in een vroegere geheime gang van het landhuis opgesloten. Daarna wordt hij door zijn tante Charmain opgevoed in Kent. Toen hij 12 was viel Bond enige tijd onder het voogdijschap van Hannes Oberhauser en maakte daarbij kennis met diens zoon Franz. Zijn band met Hannes was zo goed dat Franz zijn vader later vermoordde en zijn eigen dood in scène zette. Ook in deze biografie wordt Bond van Eton College gestuurd waarna hij naar Fettes College gaat, en gaat hij op zijn 17e bij de marine.
Bond treedt in dienst bij de Britse Special Boat Service waar hij de rang van commander verwerft. Hij komt hierna bij de 030 Special Forces Unit (een verwijzing naar het 30th Assault Unit waarover Ian Fleming de leiding had in de Tweede Wereldoorlog). Zo werkt hij undercover in Irak, Somalië, Iran, Libië en actief in Bosnië. Daarna wordt hij gerekruteerd door de RNR Defence Intelligence Group. In deze periode volgt hij speciale lessen in Cambridge en Oxford en haalt zo een titel in Oosterse Talen. Wanneer hij op zijn 30e agent van de MI6 wordt spreekt hij vloeiend Engels, Frans, Duits, Russisch en Italiaans en schrijft gepast Grieks, Spaans, Chinees en Japans. In 2006 wordt hij, 38 jaar oud, bevorderd tot 00-agent. Daarvoor moest hij wel eerst een missie doen. Daarvoor moest hij twee mensen doden, hij doodde het hoofd van het Praagse MI6-station Dryden en zijn contactpersoon Fisher, omdat Dryden een verrader bleek.
In 2006 wordt Bond op zijn eerste grote missie gestuurd, in Casino Royale. Bond lijkt zijn missie te verknoeien, maar bijt zich erin vast en weet een grote aanslag op een nieuw vliegtuig in Miami te voorkomen. De opdrachtgever, terroristenbankier Le Chiffre, raakt hierdoor in de financiële problemen en zet een pokertoernooi op, waaraan Bond deelneemt. Daar ontmoet hij contactman René Mathis, Vesper Lynd van het Ministerie van Financiën en Felix Leiter. Allemaal helpen ze James met het winnen van het toernooi. Bond wint het toernooi. Hierop wordt hij door Le Chiffre gemarteld, maar midden in de marteling wordt Le Chiffre door zijn baas, Mr. White doodgeschoten. Bond knapt op en wil een nieuw leven beginnen met zijn grote liefde Vesper. Op vakantie ontdekt Bond echter dat Vesper voor de geheimzinnige organisatie werkt, Vesper pleegt zelfmoord. M vertelt dat Vespers vriend gevangen werd gehouden door Mr. White, en dat ze hem zouden doden als Vesper het geld niet zou geven.
In Quantum of Solace gaat Bond op zoek naar de onbekende organisatie, die Vesper de dood in gestuurd heeft. James zoekt Mr. White op en neemt hem gevangen en brengt hem naar M toe. Daar ondervragen ze hem, maar hij weet te ontsnappen. Via een contactpersoon van Mr. White komt Bond op het spoor van Dominic Greene. Via Greene komt Bond op een geheime vergadering van de organisatie Quantum. Daar maakt hij foto's van alle schurken. Bond voorkomt dat Greene een staatsgreep in Bolivia organiseert. Greene wordt door Bond ondervraagd. Hiermee kan hij Vesper Lynds valse minnaar opsporen.
Tegen de tijd van de film Skyfall zijn er een paar jaar verstreken. Bij een mislukte missie in Istanbul is Bond vermist en wordt hij dood gewaand. M heeft in een van de volgende scènes Bonds necrologie in handen waarin sprake is van Commander James Bond CMG.
Bond zelf is in de maanden daarna gaan genieten van het leven (of naar eigen zeggen van de dood) maar besluit terug te keren naar MI6 als hij hoort van een aanslag op het hoofdkwartier. Bonds conditie is inmiddels erg achteruit gegaan, maar toch wordt hij door M op missie gestuurd. Uiteindelijk komt hij op het spoor van voormalig MI6-agent Raoul Silva, die wraak op M wil nemen door haar te vernederen en daarna te vermoorden. Bond wijkt met M uit naar Skyfall Lodge in Schotland, waar hij met jachtopziener Kincade een valstrik opzet. Hierbij wordt het oude verlaten huis opgeblazen. In de nabijgelegen kapel slaagt Bond erin Silva te doden, maar inmiddels is M door een kogel verwond. Wanneer ze in Bonds armen sterft, wordt de agent tot tranen bewogen. De positie van M wordt overgenomen door Gareth Mallory.
Aan het begin van de film Spectre is Bond op eigen houtje in Mexico-Stad, waar hij een man genaamd Marco Sciarra uitschakelt. Het levert hem een schorsing op van M en diens nieuwe superieur C. Het blijkt dat Bond dit deed naar aanleiding van een videoboodschap van de overleden M. Naar de instructies uit de video woont Bond de begrafenis van Sciarra bij en weet zo binnen te komen in een bijeenkomst van SPECTRE, waar hij tot zijn verrassing Franz Oberhauser aantreft als leider van de organisatie. Het blijkt dat Franz zijn eigen dood in scène had gezet en de naam Ernst Stavro Blofeld heeft aangenomen. Via Madeleine Swann, de dochter van Mr. White, weet Bond het hoofdkwartier van Blofeld te vinden. Blofeld zegt achter al het leed van Bond te zitten, zoals de dood van Vesper en de oude M. Alle vijanden die hierbij betrokken waren stonden namelijk in dienst van SPECTRE, dat nu toegang zal krijgen tot de gegevens van alle belangrijke inlichtingendiensten. Bond wordt door Blofeld gemarteld, maar ontsnapt. In Londen wacht Bond in de ruïne van het oude MI6-gebouw een confrontatie met Blofeld, die hem met foto's van Le Chiffre, Mr. White, Raoul Silva, Vesper en de oude M aan al zijn pijn herinnert. Bond ontkomt de val en redt Madeleine, waarna hij Blofelds helikopter neerhaalt en hem laat arresteren. Op het einde van de film vertrekt Bond samen met Madeleine in de oude Aston Martin DB5 en rijden richting Matera.
No Time to Die (2021)  Begint met een flashback van vroeger waarin Madeleine een aanval op haar ouderlijk huis overleeft, waarbij een huurmoordenaar haar leven spaart. Eenmaal terug in Italië, bezoekt Bond het familiegraf van Vesper Lynd om afscheid te nemen maar wordt onverwachts aangevallen door SPECTRE-agenten. Madeleine en Bond kunnen ontsnappen, maar Bond gelooft dat Madeleine hem heeft verraden en het paar gaat uit elkaar.
Vijf jaar later valt SPECTRE opnieuw aan, vernietigt een laboratorium dat een biowapen genaamd Heracles ontwikkelt en ontvoert de hoofdwetenschapper Valdo Obruchev. In de nasleep van de aanslag bezoekt Felix Leiter Bond in Jamaica en vraagt hulp. Bond accepteert de missie en vaart naar Cuba, waar hij en CIA-agente Paloma getuige zijn van de moord op alle SPECTRE-leden door Heracles. Het lukt Bond om de nieuwe 00-agent Nomi de les te lezen, en neemt Obruchev gevangen, waarna hij hem aflevert aan Felix. De malafide CIA-agent Logan Ash verraadt hen en vermoordt Felix. Bond keert terug naar Londen, wanhopig om de dood van zijn vriend te wreken.
Bond wordt kil ontvangen door M, hoewel hij uiteindelijk de opgesloten Blofeld mag bezoeken. Dit leidt tot een kort weerzien met Madeleine en ontlokt een aantal onthullingen van Blofeld, nadat die bezwijkt aan het gif Heracles. Gewapend met nieuwe informatie volgt Bond Madeleine naar Noorwegen en het paar herenigt zich. Bond ontmoet Swann haar dochter Mathilde. Daar vertelt ze hem over de schurk Safin en zijn wraak tegen SPECTRE. Ash valt hen aan en Safin ontvoert Madeleine en Mathilde. Hij neemt hun mee naar zijn eilandbasis. M geeft Bond en Nomi de opdracht om aan te vallen en ze redden Madeleine en Mathilde, waarbij Obruchev, Primo en Safin worden gedood. Bond  blijft dan om de silodeuren te openen zodat raketten die zijn gelanceerd, kunnen binnendringen. Swann vertelt Bond dat Mathilde zijn dochter is. De raketten vernietigen de faciliteit en Bond komt vermoedelijk om het leven bij de explosie.
Later, bij MI6, drinken M, Moneypenny , Nomi, Q en Bill Tanner ter nagedachtenis aan Bond. Swann brengt Mathilde naar Matera en vertelt haar een verhaal over "een man genaamd Bond - James Bond."

## Uiterlijk
In de romans is Bond 1,83 meter lang. Hij heeft grijsblauwe ogen, een litteken op zijn rechterwang en zwart haar, dat vaak in een komma over zijn voorhoofd valt. Een agent van SMERSJ kerft in Casino Royale een snee in zijn rechterhand (vaag de letter Щ, van Shpion) die in het boek Live and Let Die weer van zijn hand verwijderd wordt.
In de films hangt Bonds uiterlijk af van de acteur die hem speelt. Vier van de zes officiële acteurs hadden zwart of donkerbruin haar; bij Roger Moore was het haar iets lichter, en Daniel Craig heeft donkerblond haar. Sean Connery en George Lazenby hadden geen blauwe maar bruine ogen.

## Persoonlijke voorkeuren
Donkerblauw is Bonds lievelingskleur voor zijn pakken. De kostuums zijn single breasted, gedragen met witte hemden en dunne gebreide dassen van zwarte zijde geknoopt in een four-in-handknoop. Het gebeurt wel dat hij een kostuum in zwartwitte pied-de-poule draagt en 's avonds, om in het casino te gaan spelen, doet hij een smoking aan.
Bond leest The Times, en The Daily Gleaner wanneer hij in Jamaica verblijft. Het ontbijt is zijn meest geliefde maaltijd. Noemenswaardig is zijn grote culinaire kennis. Hij aanbidt kaviaar met eigeel, sôles meuniers, zwarte krabben, de gratin van staarten van langoesten, de quenelles van snoek en het zachte vlees van een roastbeef. Voor zijn "tea" bestelt hij vaak ganzenlever.

### Alcohol
Hij is zeer precies in de keus van wijnen, en kan een Rothschild 47 onderscheiden van een Piesporter Goldtropfchen 53, al is dit niet bijzonder moeilijk (rood vs wit). Hij is een groot liefhebber van champagne en sinds 1979, de laatste tien Bondfilms, is Bollinger de enige champagne die hij drinkt. Daar zijn twee redenen voor: in de eerste plaats werkt Bond voor The secret services van HM the Queen of England en Bollinger is de hofchampagne: op elke fles staat het logo van het Britse hof. Ten tweede wordt Bollinger gezien als een champagne die klasse uitstraalt. Voor een overzicht, zie “Lijst van champagnes uit James Bondfilms”.
Tussen de maaltijden ontspant hij zich met Bourbon of een Wodka Martini, medium dry, geschud, niet geroerd, en met een citroenschilletje. In Florida neemt hij graag een droge dubbele Old Grandad.
Drie Britse artsen publiceerden in 2013 een onderzoek naar Bonds alcoholinname zoals vermeld in zeven boeken van Fleming. Bond bleek 65 tot 92 eenheden per week te consumeren, en op één specifieke dag zelfs 49,8 eenheden. Hij behoort hiermee tot de categorie van zware drinkers, met een hoog risico op maligniteiten, klinische depressie, hypertensie, cirrose en seksuele disfunctie.

### Roken
Bond rookt vaker dan hij drinkt: vijf sigaretten per uur. Sinds de puberteit is hij trouw aan Morland Specials, vervaardigd uit Macedonische tabak en verkocht in pakjes met drie gouden cirkels. Als hij moe is, gebruikt hij benzedrine. In de nieuwere Bondfilms rookt James niet, wat begrijpelijk is gezien de veranderde opvattingen over roken. In de vertolking door Roger Moore rookt Bond sigaren.

## Wapen
Zijn pistool was aanvankelijk een Beretta .25, later vervangen door een Walther PPK 7.65 mm. Vanaf Tomorrow Never Dies tot Quantum of Solace heeft 007 een Walther P99. In Skyfall heeft hij weer een Walther PPK. In Octopussy heeft 007 een Walther P5. Op de filmaffiche van From Russia with Love staat Bond echter afgebeeld met de Walther LP53. Tijdens het maken van die affiche was er geen replica van een Walther vuurwapen beschikbaar; de fotograaf was luchtpistoolschutter en heeft zijn Walther LP53 luchtpistool gebruikt voor het maken van de foto's.

## Auto
Zijn eerste auto was een Bentley uit omstreeks 1933, gevolgd door een Aston Martin DB5, DB Mark III in de boeken. Bond reed de meeste van zijn films in de met allerlei gadgets volgestopte zilverkleurige DB5. Roger Moore is de enige James Bond die niet in een Aston Martin heeft gereden.

## Alternatieve versies van het personage

### Niet EON Bondfilms
In de televisiebewerking van Casino Royale uit 1954 is James Bond (Barry Nelson) een Amerikaanse agent. In 1967 verscheen de parodiefilm Casino Royale, waarin Sir James Bond (David Niven) een gepensioneerde geheim agent is, die een relatie had met Mata Hari, die uiteindelijk de functie van M overneemt, en alle geheim agenten omdoopt tot James Bond 007, om verwarring te zaaien. In tegenstelling tot de Bond uit de EON films is Sir James een kuise, bijna celibataire man. In 1983 verscheen Never Say Never Again, een remake van Thunderball: Bond wordt weer gespeeld door Sean Connery, en is in deze film grotendeels hetzelfde personage als in de eerdere films met Connery. Een belangrijk verschil is dat hij ouder lijkt, en op het einde van de film besluit om te stoppen.

### The League of Extraordinary Gentlemen
In de eerste twee miniseries van de strip The League of Extraordinary Gentlemen komt in het jaar 1898 een geheim agent voor genaamd Campion Bond, die de contactpersoon is tussen de League en de geheime dienst. In tegenstelling tot James Bond is Campion een dikke man met een onsympathiek karakter. In het album The Black Dossier komt een agent voor genaamd Jimmy, de kleinzoon van Campion: hij wordt neergezet als een antiheld, wiens missie tegen Dr. No een dekmantel was voor een Amerikaanse missie tegen het Verenigd Koninkrijk. Hetzelfde album toont ook een verre voorouder: Basildon Bond, die al in de 16e eeuw een Engelse spion is.